# Cornelia Africana
Pour les articles homonymes, voir Cornelia et Africana.
Cornelia (v. 189 av. J.-C.-v. 100 av. J.-C.) est la fille de  Scipion l'Africain vainqueur d'Hannibal Barca et la mère des Gracques dont les actes politiques ont eu un si grand retentissement sur l'histoire de Rome.
Elle est restée dans le souvenir des Romains comme le modèle de la mère romaine, présidant à l'éducation de ses fils et les formant pour accéder aux premiers rangs. Elle a été sans doute la première femme romaine à être honorée par une statue en bronze à son effigie au Champ de Mars dans le portique de Metellus avec l'inscription suivante : « À Cornelia, fille de l'Africain, mère des Gracques ».

## Biographie
Son père Scipion l'Africain favorisa l'introduction de la culture grecque à Rome, Cornelia grandit et vécut dans un milieu cultivé et protecteur des écrivains, épris d’hellénisme, côtoyant le poète Ennius, puis l'historien grec Polybe de la même génération qu'elle, et l'auteur de théâtre Térence.
Elle épousa Tiberius Sempronius Gracchus, un homme politique romain, consul en 177 av. J.-C., censeur en 169 (il fit construire à cette occasion au Forum la Basilica Sempronia), à nouveau consul en 163. Selon Pline l'Ancien, elle aurait eu douze enfants, dont neuf moururent en bas âge. Les trois survivants étaient les Gracques, Tiberius Sempronius Gracchus qui fut assassiné, Caius Sempronius Gracchus qui se donna la mort et Sempronia qui épousa Scipion Émilien le destructeur de Carthage.
Recevant une mère de famille qui lui exhibait ses bijoux, elle fit durer la conversation jusqu'au retour d'école de ses fils, et déclara montrant ses enfants : « Haec ornamenta mea » (Les voici mes bijoux à moi !),.
Elle laisse dans le souvenir des Romains la réputation d'une mère exemplaire dans le soin et l'éducation de ses enfants, dont elle s'occupa elle-même sans le secours d'une nourrice. Elle refuse ainsi, après son veuvage, d'épouser le roi d'Égypte Ptolémée VI pour se consacrer à leur éducation.
Selon Sénèque, Cornélie interdit à son entourage de maudire le sort et n'exprima point de regret,.

## Rôle dans la carrière politique de ses fils

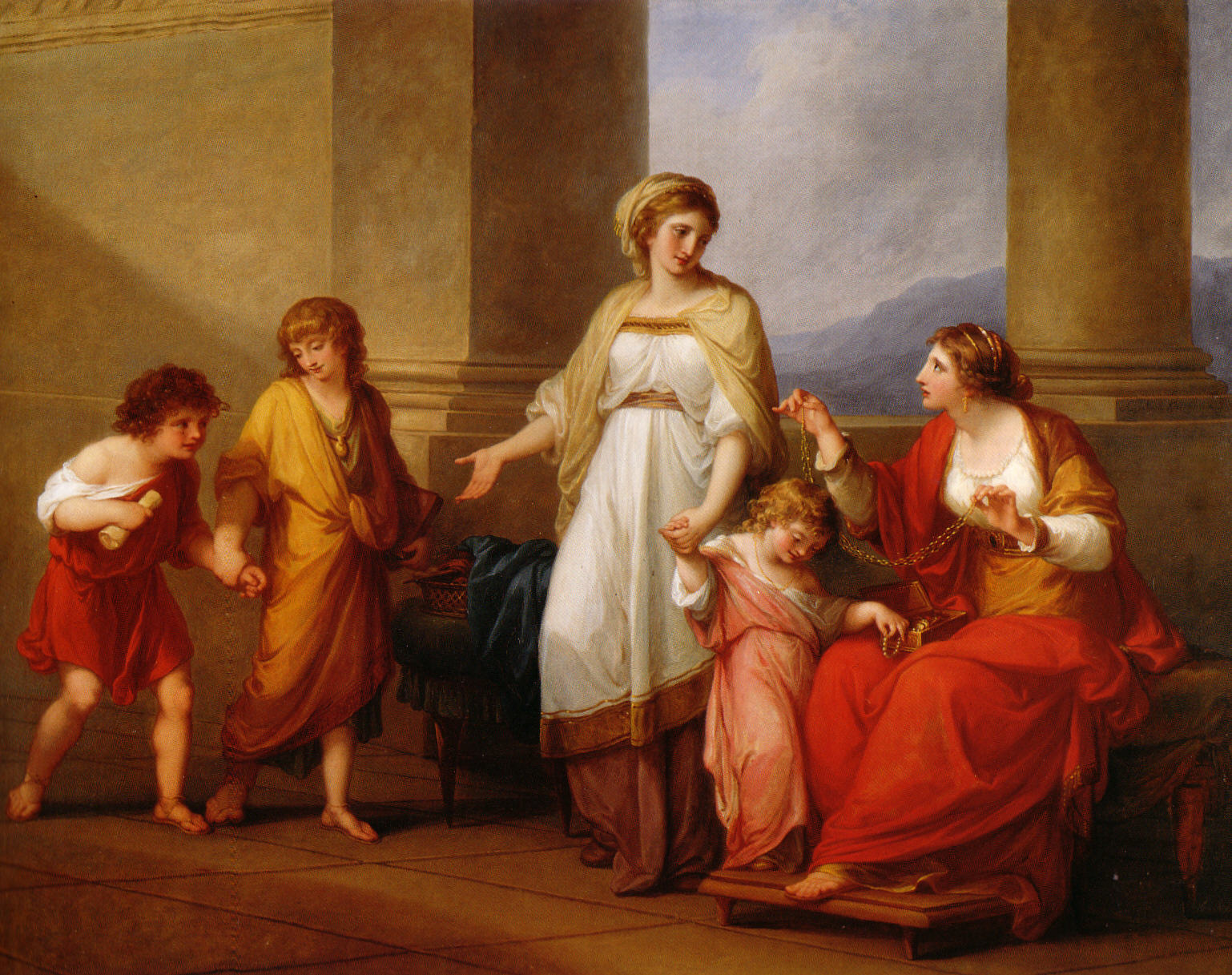
Cornelia, mère des Gracques
désignant ses enfants comme ses trésors
Angelica Kauffmann, vers 1785
Virginia Museum of Fine Arts

Un des aspects les plus importants de la vie de Cornelia est sa relation avec ses fils adultes. La plus grande partie de l’information que nous possédons sur son rôle durant cette période provient de ce que Plutarque écrivit dans Vie des hommes illustres. Elle est dépeinte comme active pendant leurs carrières politiques, surtout celle de Caius.
Plutarque décrit comment Caius écarta une loi qui discréditait Marcus Octavius, le tribun que Tiberius avait destitué car Cornelia le lui demanda. Il dit également qu’elle aidait Gaius à miner le pouvoir du consul Opimius en engageant des ouvriers agricoles étrangers. David Stockton pense que, que ce soit vrai ou pas, les fermiers et ouvriers agricoles étaient les partisans habituels des Gracques.
Plutarque nous rapporte également des traits d’humour de Caius :

« On rapporte bien des propos piquants et un peu affectés que tint Caius pour la défendre contre un de ses ennemis à lui : "Est-ce bien toi, dit-il, qui insultes Cornélie, la mère de Tibérius ?" Et, comme l'insulteur était décrié pour son manque de virilité, il lui demanda une autre fois : "Et de quel droit te compares-tu à Cornélie? As-tu mis au monde ces enfants comme elle ? Et pourtant tous les Romains savent qu'elle a été plus longtemps sans mari que toi, le soi-disant homme.". Plutarque, Vie des hommes illustres, vie des Gracques, 25. »

Si cet incident est exact, on peut supposer que Cornelia avait la réputation d’être une femme noble et chaste et les Gracques utilisaient cette réputation à leur avantage dans la rhétorique politique.

## Extraits des lettres de Cornelia
Cornelia est une des quatre femmes romaines dont les écrits ont survécu. On possède deux extraits de lettres écrites à Caius Gracchus, son plus jeune fils. Tous les érudits ne considèrent pas ces écrits comme authentiques. La lettre démontre comment les femmes romaines exerçaient leur influence dans une famille romaine. La lettre fut écrite avant le tribunat de Gaius. Gaius fut tué en  121 av. J.-C. Les extraits sont conservés dans les manuscrits de Cornelius Nepos, le plus ancien biographe latin

« Tu me diras qu'il est beau de se venger de ses ennemis. Personne plus que moi ne trouve ce projet grand et beau, si toutefois il peut s'accomplir sans compromettre le salut de l'État. Mais puisque cela ne se peut, le temps s'écoulera, les partis se multiplieront sans que nos ennemis périssent, et nous les laisserons ce qu'ils sont aujourd'hui, plutôt que de ruiner et de faire périr la république. Cornélius Nepos, Des historiens latins. »

« J'oserais le jurer par un serment solennel, après ceux qui ont mis à mort Tibérius Gracchus, nul ennemi ne m'a causé autant de peine et de chagrin que toi par ta conduite ; quand tu devais me tenir lieu de tous les enfants que j'ai perdus, prendre soin d'écarter de mes vieux jours les moindres ennuis, et regarder comme une impiété de rien entreprendre d'important contre mon aveu. Et c'est moi, quand il me reste si peu de temps à vivre, qui ne peux même obtenir, par grâce pour mes derniers instants, que tu ne te mettes point en opposition avec moi et que tu ne ruines point ta patrie. Où nous arrêterons-nous enfin, et quand notre famille cessera-t-elle d'être en démence ? Quel sera le terme de ces égarements ? Quand serons-nous las de nous créer des chagrins et d'en créer aux autres ? Quand rougirons-nous de troubler et de bouleverser la république ? Si ce que je demande n'est pas possible, attends que je sois morte pour briguer le tribunat ; après moi, fais ce que tu voudras, je ne serai plus là pour le voir. Quand je n'existerai plus, tu m'honoreras par de pieux sacrifices, tu invoqueras le dieu ton père. Mais n'auras-tu pas honte d'implorer alors ces dieux que tu as négligés et délaissés tandis qu'ils vivaient, qu'ils étaient devant tes yeux ? Puisse Jupiter ne point permettre que tu persévères dans cette voie et que ton âme soit aveuglée à ce point ! Si tu persistes, je crains que tu n'attires, par ta faute, sur ta vie entière, de si terribles orages, que jamais tu ne puisses être heureux. Cornélius Nepos, Des historiens latins. »

Au début des années 40 av. J.-C., Cicéron, un contemporain de Nepos, raconte comment son ami Atticus discute de l’influence des mères sur le langage de leurs enfants. Atticus déclara avoir lu les lettres de Cornelia, mère des Gracques. Le style de ces lettres semble démontrer, pour Atticus, que les Gracques furent beaucoup plus influencés par le langage de leur mère que par son éducation.

## Cornelia dans la culture

### Peinture
Pendant la Révolution française, il est demandé aux artistes de représenter les évènements contemporains par le biais de l'Antiquité. Ainsi, le motif de Cornélie, mère des Gracques, est très représenté car elle incarne la rigueur morale. De plus, elle se distingue pour son sacrifice afin de soutenir et former ses fils. En outre, le rôle de la mère est central dans la transmission des vertus des futurs citoyens.  
Cornelia figure dans de nombreuses œuvres, parmi lesquelles :
- Cornelia en amure, Alessandro Varotari, v. 1620, Ca' Rezzonico, Venise
- Cornelia, mère des Gracques, désignant ses enfants en citant ses trésors, Angelica Kauffmann, v. 1785 (Virginia Museum of Fine Arts)
- Cornelia refusant la main du roi d'Égypte pour mieux s'occuper de ses enfants, Laurent de La Hyre, 1646, musée des Beaux-Arts de Budapest
- Cornélie, mère des Gracques, Pierre Peyron, 1781, Toulouse, musée des Augustins
- Cornélie, mère des Gracques, Joseph-Benoît Suvée, 1795, musée du Louvre

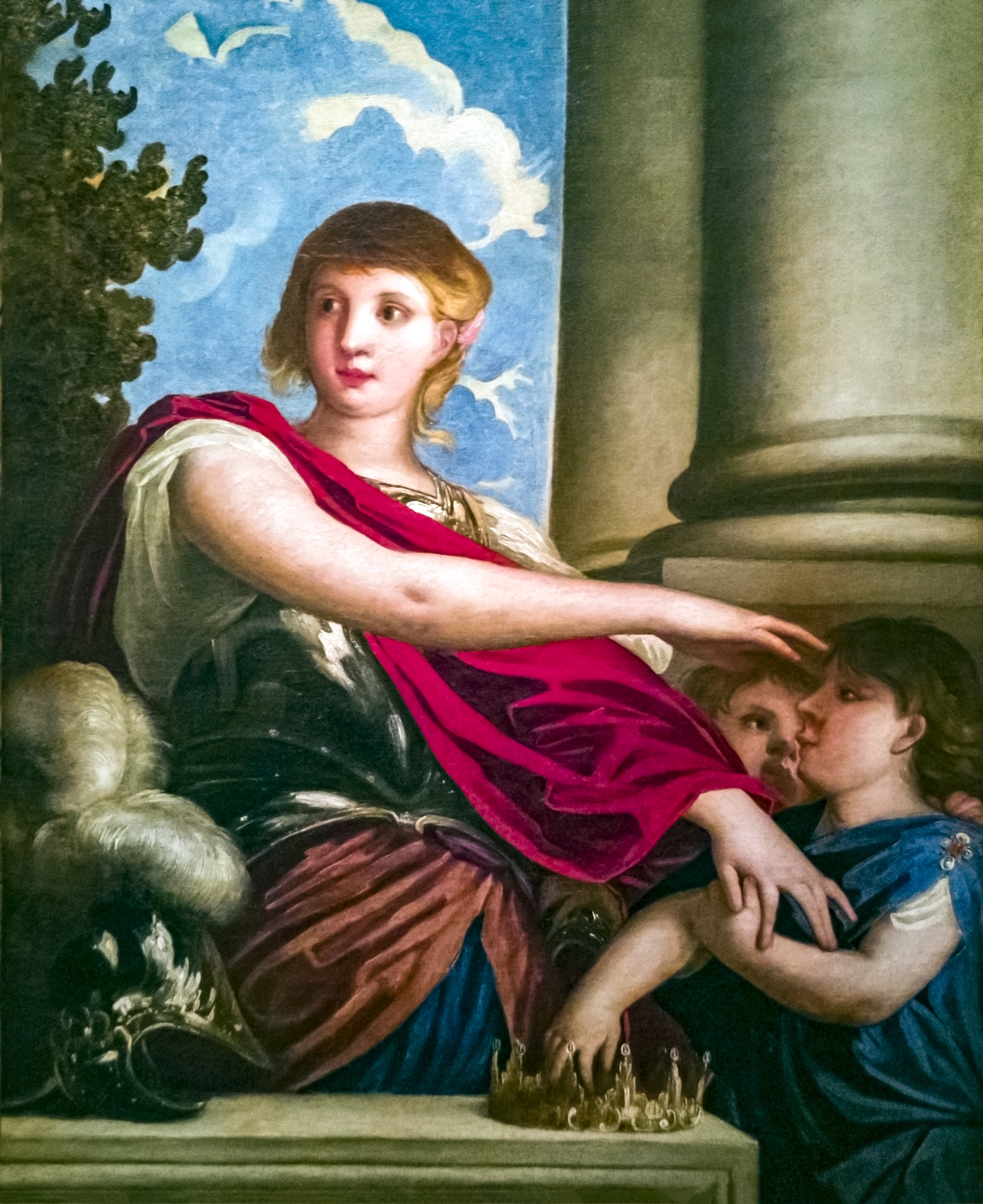
Cornélie mère des Garques - Alessandro Varotari - Ca' Rezzonico 1620
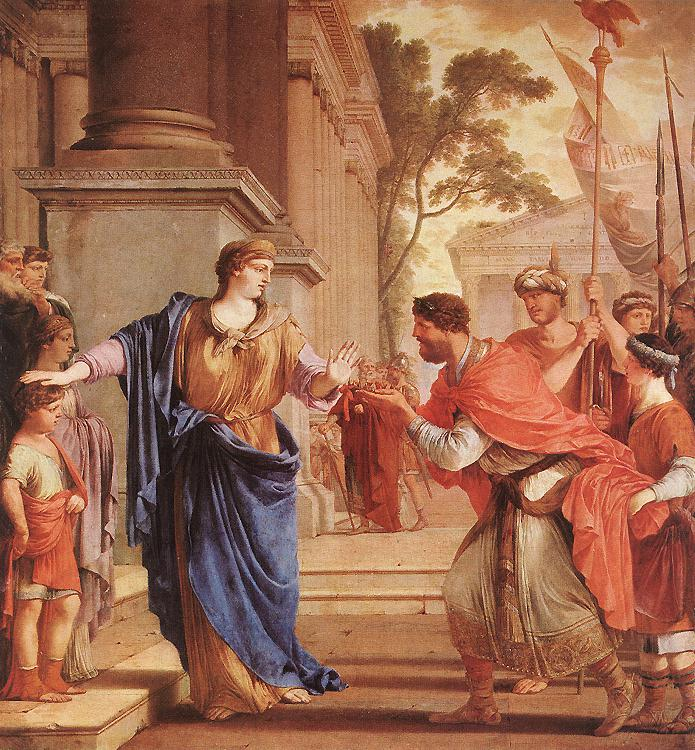
Cornélie refusant la main du roi d'Égypte pour mieux s'occuper de ses enfants (Laurent de La Hyre - 1646)
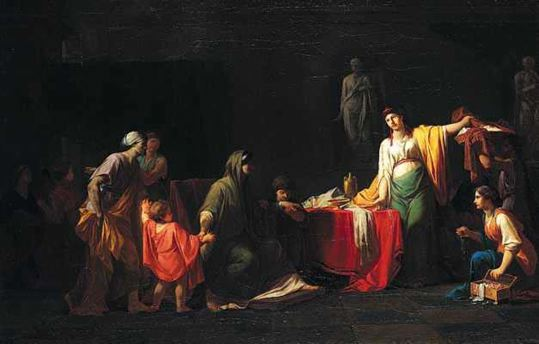
Cornélie, mère des Gracques (Pierre Peyron - 1781)
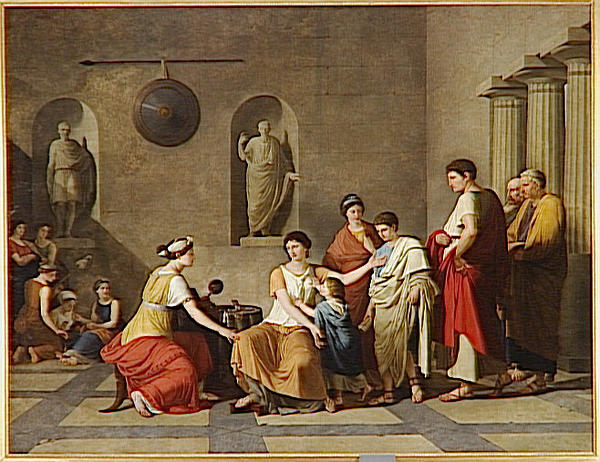
Cornélie, mère des Gracques (Joseph-Benoît Suvée - 1795)

### Sculpture

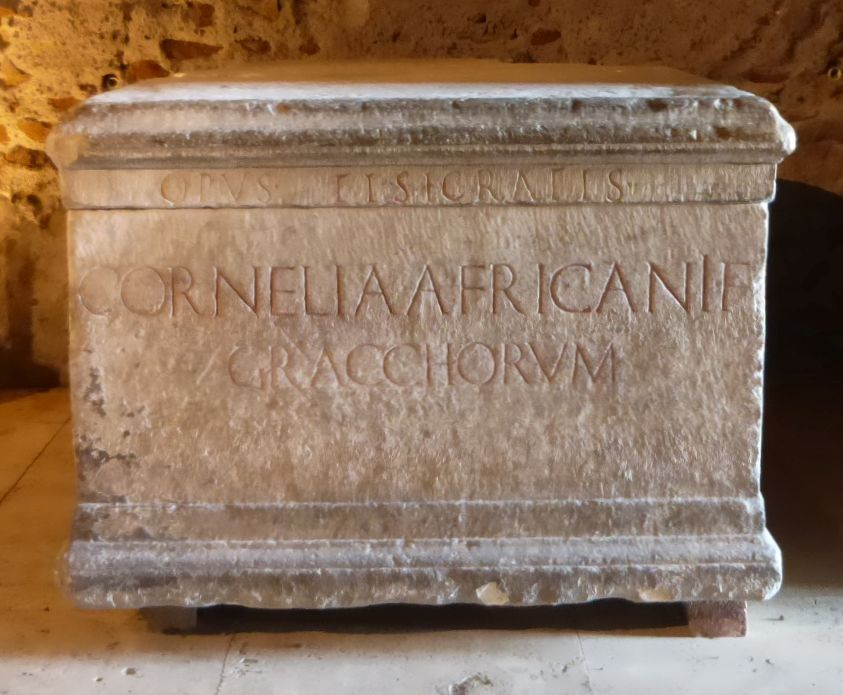
Piédestal de la statue de Cornelia Africana. Tabularium, Rome.

- Une statue dont le socle, seule partie à avoir été retrouvée en 1878 à Rome, portait la mention « Cornélia, fille de l'Africain, mère des Gracques » a été érigée en son honneur dans l'Antiquité[12],[3].
- Cornélie et ses deux fils par Jules Cavelier, 1855, musée d'Orsay[3].
- Une sculpture orne la cour d'honneur du Collège Condorcet.

### Art contemporain
- Cornelia Africana figure sous le nom de Cornelia Gracchi parmi les 1 038 femmes référencées dans l'œuvre d’art contemporain The Dinner Party (1979) de Judy Chicago. Son nom y est associé à Hypatie[13],[14].